# モーデリアヴォイスレック
モーデリアヴォイスレックは制作プロダクションモーデリア株式会社の付属声優養成所である。レッスンは、東京都港区にある収録スタジオ内にて行われている。

## 概要
- 同社運営の現場育成課モーデリアグランデコール、及び他所養成所の上位クラスへの入所を目的とした声優養成所。

## 主な講師陣
- 原しょう
- 野田あゆ美